# Rantasalmi
Rantasalmi è un comune finlandese di 3308 abitanti, situato nella regione del Savo Meridionale.